# Francesc Artigau i Seguí
Francesc Artigau (Barcelona, 1940) és un artista català.

## Biografia
El 1965 va realitzar les seves primeres exposicions a les Galeries Belarte de Barcelona, per passar-se posteriorment al realisme amb tocs socials.

## Obra
La seva obra es capbussa en temàtiques de caràcter popular que, sota una pinzellada vigorosa i d'intens cromatisme, atorguen al conjunt una atmosfera de precària harmonia; tensió provocada per la línia que limita les taques de color i emfatitza el tarannà irònic i punyent del pintor.